# 烟峰镇
烟峰乡，是中华人民共和国四川省乐山市马边彝族自治县下辖的一个乡镇级行政单位。

## 行政区划
烟峰乡下辖以下地区：
烟峰村、梅子弯村、二坝村、白家弯村和大风顶村。